# Biclonuncaria
Biclonuncaria is een geslacht van vlinders van de familie bladrollers (Tortricidae).

## Soorten
- B. alota Razowski & Becker, 1993
- B. cerucha Razowski & Becker, 1993
- B. coniata Razowski & Becker, 1993
- B. conica Razowski & Becker, 1993
- B. dalbergiae Razowski & Becker, 1993
- B. deutera Razowski & Becker, 1993
- B. foeda Razowski & Becker, 1993
- B. juanita Razowski & Becker, 1993
- B. phaedroptera Razowski & Becker, 1993
- B. residua Razowski & Becker, 1993
- B. tetrica Razowski & Becker, 1993